# Zamieniam się w psa
Zamieniam się w psa - singel zespołu Perfect z 1983 r. Utwory które znalazły się na singlu nie pochodziły z żadnej płyty długogrającej. Znalazły się jako bonus do albumu UNU na CD. Singiel został wydany przez Tonpress z numerem katalogowym S-459. 

## Lista piosenek
1. Zamieniam się w psa
2. Dla zasady nie ma sprawy